# 戈芬星蟲目
戈芬星蟲目（学名：Golfingiiformes）为方格星虫纲的一个目。

## 下级分类
本目包括以下科：
- 戈芬星虫科 Golfingiidae
- 倭革囊星虫科 Phascoliidae
- 枝触星虫科 Themistidae